# Quilicura
Quilicura es una comuna perteneciente a la Región Metropolitana de Santiago, ubicada en el sector norte de Santiago. Junto con las comunas de Colina, Lampa, Pudahuel, Tiltil, Cerrillos, Estación Central y Maipú integra el Distrito Electoral №8 y pertenece a la Circunscripción Senatorial 7.ª correspondiente a la Región Metropolitana.
La comuna posee una superficie aproximada de 56,6 km², lo que representa el 0,36 % de la superficie regional (15 554,51 km²).

## Etimología
El nombre Quilicura puede provenir de las voces mapuches küla, 'tres', y kura, 'piedra' y podría ser una referencia a los tres cerros que separan a Quilicura de Renca. Otra posibilidad es que se derive del curaca Quilicanta, gobernador inca que dominaba estas tierras y a los mitimaes a la llegada de los españoles. Era habitual que los dominios adoptaran el nombre de sus gobernantes, como es el caso del cacique Vitacura.[cita requerida]

## Historia
En el siglo XVI el valle del Mapocho estaba bajo dominio inca y sus habitantes eran principalmente el grupo conocido como picunches. Luego de la conquista española, estos terrenos en conjunto con Lampa, conformaron la extensa chacra de Quilicura, que en parte era un terreno con una extensa laguna (hoy extinta) de aguas de lluvia. 
Su primer dueño fue Gaspar de Villaroel, uno de los soldados de Pedro de Valdivia. Luego fueron vendidas a Bartolomé Blumen (Flores) en 1555, también venido con Pedro de Valdivia. Fueron mensuradas por Ginés de Lillo.
Posteriormente, las heredó Águeda Flores (abuela de Catalina de los Ríos y Lisperguer) y esta a su vez las dio como parte de la dote de su hija María Flores (tía de la Quintrala). Esta Lísperguer, a su vez la donó a su sobrino Juan Rodulfo Lísperguer, quien estaba casado con doña Catalina Lorenza Irarrázaval Aguilera, quien al enviudar, las vendió a Juan de Castro y Pro y a doña Gregoria de Zavala Amezquita en 1656.
Juan de Castro contrajo deudas con el convento de las Agustinas y luego de unos pleitos fueron cedidas a su hija Ana Castro Pro Zavala en 1695. En 1700, fueron heredadas por Gregoria Leiva Castro quien tuvo muchos pleitos con los Agustinos, y finalmente salió a remate en 1744, adquiriéndolas José Fernández Campino.
Francisco Solano Asta-Buruaga y Cienfuegos escribió en 1899 en su Diccionario Geográfico de la República de Chile : 618  sobre el lugar:

Quilicura (Estación de).-—En el ferrocarril de Santiago á Valparaiso y está situada en el departamento del primer nombre á la parte sudeste del antiguo predio que le da el título. Dista 10 kilómetros hacia el NO. de la ciudad de Santiago y cuatro al N. de la estación de Renca, deja también próximo hacia el O. el caserío de pocos habitantes, que fué asiento de primitivos indigenas y que ha trasmitido el nombre de Quilicura (de quyly cosa ladeada, y de cura, piedra), á la estación y fundos contiguos.

La ciudad de Quilicura (fundada en el año 1901) en primera instancia fue un conjunto de parcelas agrícolas que formaban una comunidad agraria próxima a la capital, lo que la convierte en una de las primeras comunas nacidas del sector norte de la ciudad. A partir de la segunda mitad del siglo XX, comenzó a experimentar un vertiginoso crecimiento poblacional, alentado por las nuevas villas que se construían y la cercanía a la capital. 
El geógrafo chileno Luis Risopatrón lo describe como una ‘aldea’ en su libro Diccionario Jeográfico de Chile en el año 1924: : 735 

Quilicura (Aldea) 33° 23' 70° 45' Cuenta con servicio de correos i escuelas públicas i se encuentra en medio de quintas i huertos, abundantes en frutas i legumbres, a corta distancia hácia el S W de la estación del mismo nombre, del ferrocarril central; fué asiento de primitivos indíjenas. 63, p. 244; 68, p. 189; i 156; pueblo en 101. p. 424; i caserío en 155, p. 618.

En enero de 1960 se comenzó a realizar unas competencias de motociclistas en la comuna, conocida como "Circuito de Quilicura" la cual consistía en competencia de motoristas de alto nivel sudamericano. Eran 1500 m de pista aproximadamente, las cuales circulaban por las calles José F. Vergara, San Martín, Blanco Encalada, Manuel Rodríguez, Guardiamarina Riquelme y finalizando en Los Carreras llegando a la intersección con Vergara. La competencia se realizaba todos los domingos hasta su último día, el cual en plena competencia del 22 de mayo, ocurrió el Terremoto de 1960, terminando así con las clásicas carreras de día domingo para la comuna.  
El 6 de septiembre de 2012, Google anuncia la construcción del primer Data Center en Latinoamérica en la comuna, con una inversión de USD 150.000.000, la cual entraría en operación a fines del 2013.
En 2013 se inauguró el Mall Arauco Quilicura. Durante el mes de noviembre de 2019, en el contexto del estallido social, se acusó al centro comercial de ser utilizado por la PDI para detener y torturar a protestantes. Debido a esto fue quemado y saqueado por los protestantes en los días posteriores.

### Política local
Durante la dictadura militar de Augusto Pinochet, Quilicura estuvo gobernada por Ana María Ried, alcaldesa designada. Posteriormente, en el año 1992 ya en democracia, fue elegida como jefa comunal la demócrata cristiana Carmen Romo Sepúlveda, quien estuvo a cargo de la comuna durante 16 años (1992-2008). Durante su mandato en el municipio, la comuna estuvo bajo uno de los más explosivos crecimientos habitacionales e industriales, lo que hace que Quilicura esté dentro de las comunas más pobladas de Santiago. Además, durante su gestión, se crearon espacios públicos como Áreas verdes, Centro Cultural, Gimnasio Municipal y Estadio Municipal. 
Durante la elección municipal del 2008 fue electo el candidato independiente Juan Carrasco Contreras con el 41,98% de los votos, quien enfrentó a María Indo Romo, hija de Carmen Romo, que obtuvo el 25,55%. Carrasco gobernó la comuna por más de 12 años, pudiendo reelegirse 2 veces. En su periodo se crearon diversos proyectos como la inauguración de la Farmacia Popular comunal, la Veterinaria "Popular", entre otros. Durante su gestión se implementaron obras para mejorar la deficiente conectividad de la comuna, como la apertura de una nueva entrada por la avenida lo Marcoleta, el inicio de la construcción de la Línea 3 del Metro de Santiago y la inauguración de la estación Los Libertadores. El 16 de octubre del 2020, el edil se afilió al Partido Comunista.
Juan Carrasco no pudo volver a postular a la reelección como Alcalde, debido a una nueva ley que limitó la reelección alcaldicia por un máximo de tres períodos consecutivos. Durante las elecciones municipales del 2021 fue electa por un estrecho margen la candidata independiente, apoyada por la coalición Frente Amplio, Paulina Bobadilla, con el 21,56% de los votos frente al 21,32% de su contrincante, el independiente Oscar Saldaña.
La administración de Paulina Bobadilla comenzó el 28 de junio del 2021, en su gestión debió inaugurar la extensión de la línea 3 del metro de santiago, que incluyó tres estaciones en la comuna, plaza quilicura, lo cruzat y ferrocarril. Esto marcó un hito en Quilicura, puesto que, la llegada de este medio de transporte mejora considerablemente la calidad de vida de los quilicuranos. Otro foco que abordó la gestión de Bobadilla es el "Plan para recuperar las calles" que según el municipio ha puesto  ha puesto el foco en reparar y conservar el pavimento de la comuna.
Durante las elecciones municipales del 2024, la alcaldesa en ejercicio Paulina Bobadilla optó a la reelección en su cargo, en el que obtuvo el 37,38 %, le siguió el exalcalde Juan Carrasco con el 20,23 % de los votos. Con este resultado Bobadilla logra vencer al exalcalde y así conseguir un segundo mandato administrando la comuna.

## Medio ambiente

### Geomorfología y componentes abióticos

Trazado simplificado de los ecosistemas y cuerpos de agua presentes en la comuna de Quilicura.

La comuna de Quilicura se encuentra emplazada en la unidad geomorfológica de Cuenca de Santiago. La topografía del terreno es mayoritariamente llana, a ratos ondulada por ciertas lomas que pasan inadvertidas. La comuna está rodeada por varios cerros, como el Cerro Renca, lo que da una sensación de estar en una cuenca independiente. 
Por otra parte, la comuna presenta según la clasificación climática de Köppen clima mediterráneo de lluvia invernal (Csb) y clima semiárido de lluvia invernal (BSk (s)),  de temperaturas anuales de 13 °C y máximas arriba de los 30 °C en verano. Esta además se halla en la cuenca hidrográfica de río Maipo. Además, la comuna posee diversos cuerpos de agua, entre los que se destacan el NULL.

### Componentes bióticos
Dentro del territorio de la comuna se pueden hallar los siguientes ecosistemas:
- Bosque espinoso mediterráneo andino donde predominan Acacia caven y Baccharis paniculata (Vulnerable)
- Bosque espinoso mediterráneo interior donde predominan Acacia caven y Prosopis chilensis (Vulnerable)

### Medidas de protección ambiental y conflictos socioambientales
Hasta 2022, la comuna de Quilicura cuenta con las siguientes zonas que poseen algún nivel de protección ambiental:
- Colina-Lo Barnechea (Sitios ERB)[24]
- Humedal de Batuco (Sitios ERB)[25]
- Humedal Urbano Quilicura (Humedal urbano)[26]

La comuna cuenta con varios humedales, los cuales se han visto amenazados por la creciente industria inmobiliaria.

#### Reciclaje
La planta KDM Tratamiento, ubicada en la comuna, es la planta de gestión de residuos de separación para el reciclaje más grande de Sudamérica.

#### Energías renovables
En septiembre de 2019, la planta central de la empresa Ideal, perteneciente al Grupo Bimbo, instaló un sistema de autoconsumo fotovoltaico con 6.444 paneles solares en el techo de la fábrica, lo que le permitió generar el 27% de la energía eléctrica requerida para su proceso productivo, lo que lo convirtió en el segundo sistema de su tipo más grande de América Latina.

## Demografía

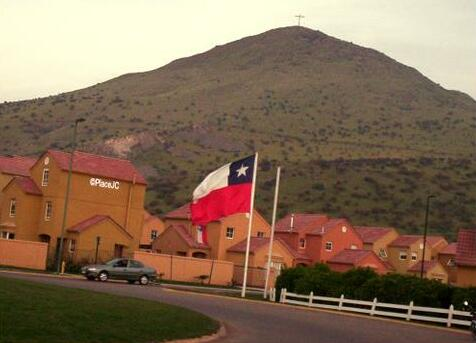
Barrios residenciales de la comuna.

De acuerdo al censo del año 2002, la comuna contaba con 126 518 habitantes, de los cuales 62 421 son hombres y 64 027 son mujeres. Las etnias de la población eran 96 % blancos y mestizos (121 815), 3,4 % mapuche (4346), >1 % aimara (47), >1 % atacameño (40), >1 % quechua (29), >1 % rapanui (25), >1 % alacalufe (10), >1 % yámana (10), >1 % colla (4), de acuerdo con el censo de 2002.
Para el año 2017; según los resultados del censo de 2017 entregados por el Instituto Nacional de Estadísticas, la población de la comuna aumentó a un total de 210 410 habitantes, de los cuales 103 456 (49%) corresponden a hombres, mientras que 106 954 (51%) corresponden a mujeres; por lo que su índice de masculinidad es de 96,7.
Durante los últimos años Chile ha experimentado un progresivo aumento de la población inmigrante de origen haitiano, los cuales se han instalado preferentemente en la comuna de Quilicura (22,8 % de los residentes haitianos en Chile residían en Quilicura para el año 2017). Así, Quilicura se presenta como una de las comunas preferidas de la población haitiana para instalarse en Chile, recibiendo como apodo la pequeña Haití o petit Haití.

### Sectores
- Villa El Descanso
- Villa Obreros Municipales
- Valle Lo Campino
- Barrio Industrial Lo Boza
- Barrio Industrial Buenaventura
- Barrio Quilicura Centro
- Barrio Industrial Vespucio Norte
- Altos de Quilicura
- Villa Los Jardines (Quilicura)
- Villa Santa Teresita
- Villa El Amanecer
- Villa Lo Cruzat
- Villa Juan Francisco González
- Barrio Piedra Roja
- Condominio Los Robles
- Villa Sodimac
- Villa Tres Puntas
- Villa Gildemeister
- Villa Teniente Pizzoleo
- Villa Los Tijerales
- Población La Arboleda (Quilicura)
- Villa Eugenia
- Población Huelén
- Villa Carampangue
- Villa Las Golondrinas
- Villa Augusto D'Halmar
- Villa La Pradera
- Villa Santa Filomena
- Villa San Francisco (Quilicura)
- Villa Arturo Prat
- Villa Paraíso
- Villa San Fernando
- Villa Esmeralda (Quilicura)
- Villa Recsa
- Villa Guardiamarina Riquelme
- Villa La Epopeya de La Concepción
- Villa San Isidro
- Villa Parque Quilicura
- Santa Luisa
- Villa Los Viñedos
- Villa Los Industriales (Quilicura)
- Villa San Isidro
- Villa Loreto
- Villa La Casona
- Villa Los Ulmos
- Villa Los Cántaros
- Casas del Sendero
- Villa Jardín del Sol
- Villa Compositores
- Villa Los Escritores
- Villa Amancay
- Villa Lo Ovalle
- Barrio Doña Sofía
- Barrio Plaza Lo Cruzat
- Barrio Parque Central
- Barrio Santa María
- Villa Los Adobes
- Villa Plaza Mayor
- Parque Real
- Villa Las Tranqueras
- Villa La Campiña
- Villa Los Portones
- Población El Mañío
- Población El Sauce
- Población Valle de la Luna
- Población Raúl Silva Henríquez
- Población Parinacota
- Villa Los Flamencos
- Villa Los Cipreses
- Villa Los Pehuenes
- Población El Cristo
- Villa San Ignacio de Loyola
- Villa Beato Padre Hurtado
- Villa Lo Marcoleta
- Población Pascual Gambino
- Villa San Enrique
- Villa San Esteban
- Población Alfonso Galaz
- Villa San Lucas
- Villa Los Esteros
- Villa Paseo Central
- Villa La Foresta
- Villa La Foresta II
- Villa Santa Laura
- Villa Ciudad Nueva
- Villa Los Minerales
- Villa Tres Montes
- Villa Jardín de Oriente
- Villa Jardín del Norte
- Villa Jardín del Norte II
- Villa Las Casas de Quilicura
- Villa Los Molinos
- Villa Los Prados
- Villa Santa Luisa
- Villa Echeverría

## Administración

### Municipalidad
La Municipalidad de Quilicura para el periodo 2024-2028 es dirigida por la alcaldesa Paulina Bobadilla Navarrete (IND - Frente Amplio) y el concejo municipal conformado por los concejales:
- Daniela San Martin Pizarro IND-(PAVP)
- Claudio Sáez Belmar (RN)
- Mario Muñoz Chacón (REP)
- Nicolás Quiroz Venegas (PAVP)
- Leslie Pérez Jiménez (PDG)
- Gonzalo López Pizarro (PH)
- Alexandra Arancibia Olea (PL)
- Danae García  Ibarra IND-(FA)
- Daniela Cuevas Fuentes (PC)
- Leonardo Bahamondes (PPD)

### Representación parlamentaria
Quilicura forma parte de la Circunscripción Senatorial VII y del Distrito Electoral 8. Es representada en la Cámara de Diputados del Congreso Nacional por los siguientes diputados:
- Joaquín Lavín León (UDI)
- Cristian Labbé Martínez (UDI)
- Rubén Darío Oyarzo Figueroa (Partido de la Gente)
- Alberto Undurraga Vicuña (PDC)
- Viviana Delgado Riquelme (Partido Ecologista Verde)
- Agustín Matías Romero Leiva (Partido Republicano De Chile)
- Claudia Nathalie Mix Jiménez (Comunes)
- Carmen Adelaida Hertz Cádiz (PCCh)

En el Senado, la representan:
- Manuel José Ossandón Irarrázabal (RN)
- Luciano Cruz-Coke Carvallo (Evolución Política)
- Rojo Edwards Silva (Partido Republicano De Chile)
- Claudia Pascual Grau (PCCh)
- Fabiola Campillai Rojas (Independientes)

## Economía
En 2020, la cantidad de empresas registradas en Quilicura fue de 4.928. El Índice de Complejidad Económica (ECI) en el mismo año fue de 1,45, mientras que las actividades económicas con mayor índice de Ventaja Comparativa Revelada (RCA) fueron Fabricación de Partes para Máquinas de Sondeo o Perforación (26,04), Recogida y Eliminación de Desechos (24,7) y Fabricación de Componentes Electrónicos (23,88).
En el año 2015, Google instaló sus primeros centros de datos en Quilicura.

### Comercio
Ha proliferado la creación de establecimientos comerciales de tipo outlet en la comuna, siendo un destino para quienes realizan el turismo urbano de compras con descuentos en el Gran Santiago.

## Transporte

### Conectividad vial
Actualmente, Quilicura carece de calles amplias para el paso de vehículos por la comuna, lo que provoca un caos en las entradas de acceso en la comuna en las horas punta. Por ejemplo, los dos principales accesos son por medio del cruce de Américo Vespucio con la Autopista Central y Américo Vespucio con San Martín. En ambos la pista se reduce a una sola, en ciertos tramos, más aún en la caletera de la autopista Vespucio Norte donde en su mayor parte es de una sola pista, generando atochamientos. La administración municipal desconoce que hayan dichos atochamientos en la comuna, pero es visible ver los tacos en Av. Matta con O'Higgins. La comuna fue construida para no más de 150 000 habitantes, y hoy hay más de 300 000 habitantes.
Importantes ejes viales de connotación regional y metropolitana generan el acceso a la ciudad de Quilicura, estos son: Autopista Central, Autopista General San Martín Los Andes y la Autopista Vespucio Norte Express. Al interior del territorio también existe una importante red de caminos, en desarrollo y proyectados, que son parte del explosivo crecimiento físico-territorial, urbanístico y humano de la comuna, además de vías para la circulación del Red Metropolitana de Movilidad con servicios expresos para horas puntas.

### Metro

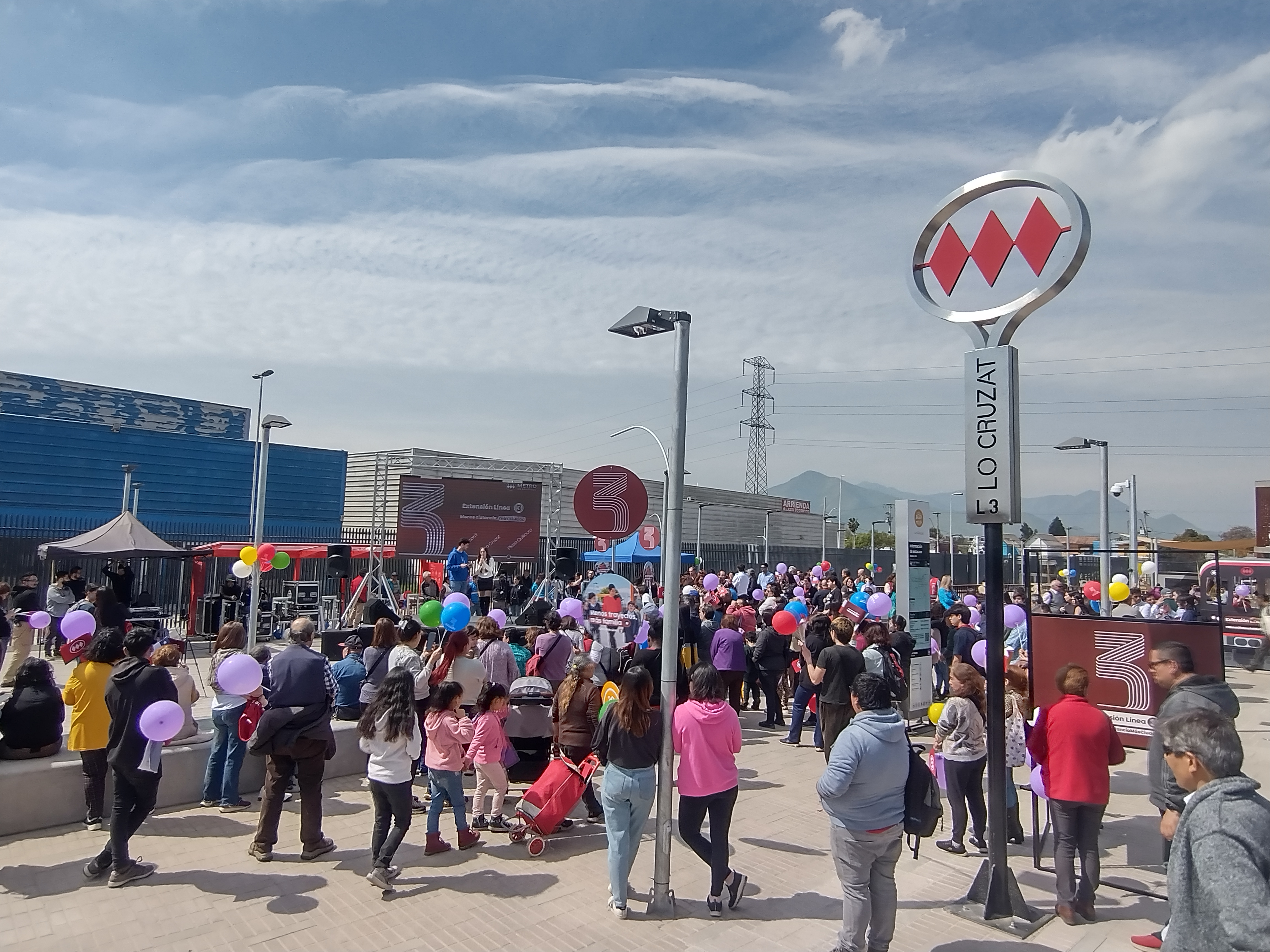
Acto de inauguración de la estación Lo Cruzat (25 de septiembre de 2023).

Quilicura, por su gran crecimiento demográfico mencionado arriba, tiene conexión desde 2023 al Metro de Santiago contando con 3 estaciones de la nueva Línea 3, todas por la Av. Manuel Antonio Matta hasta llegar a la plaza de Armas de la comuna.
 Plaza Quilicura • Lo Cruzat • Ferrocarril • Los Libertadores (esta última inaugurada en 2019).

### Red Metropolitana de Movilidad
Quilicura junto con las comunas de Huechuraba, Renca, Conchalí, Recoleta e Independencia formaba parte de la Zona B del Transantiago. Actualmente es abastecida por recorridos de la  Unidad de negocio 3 y las unidades de servicios 1, 2, 4 y 6.